# Harrisina metallica

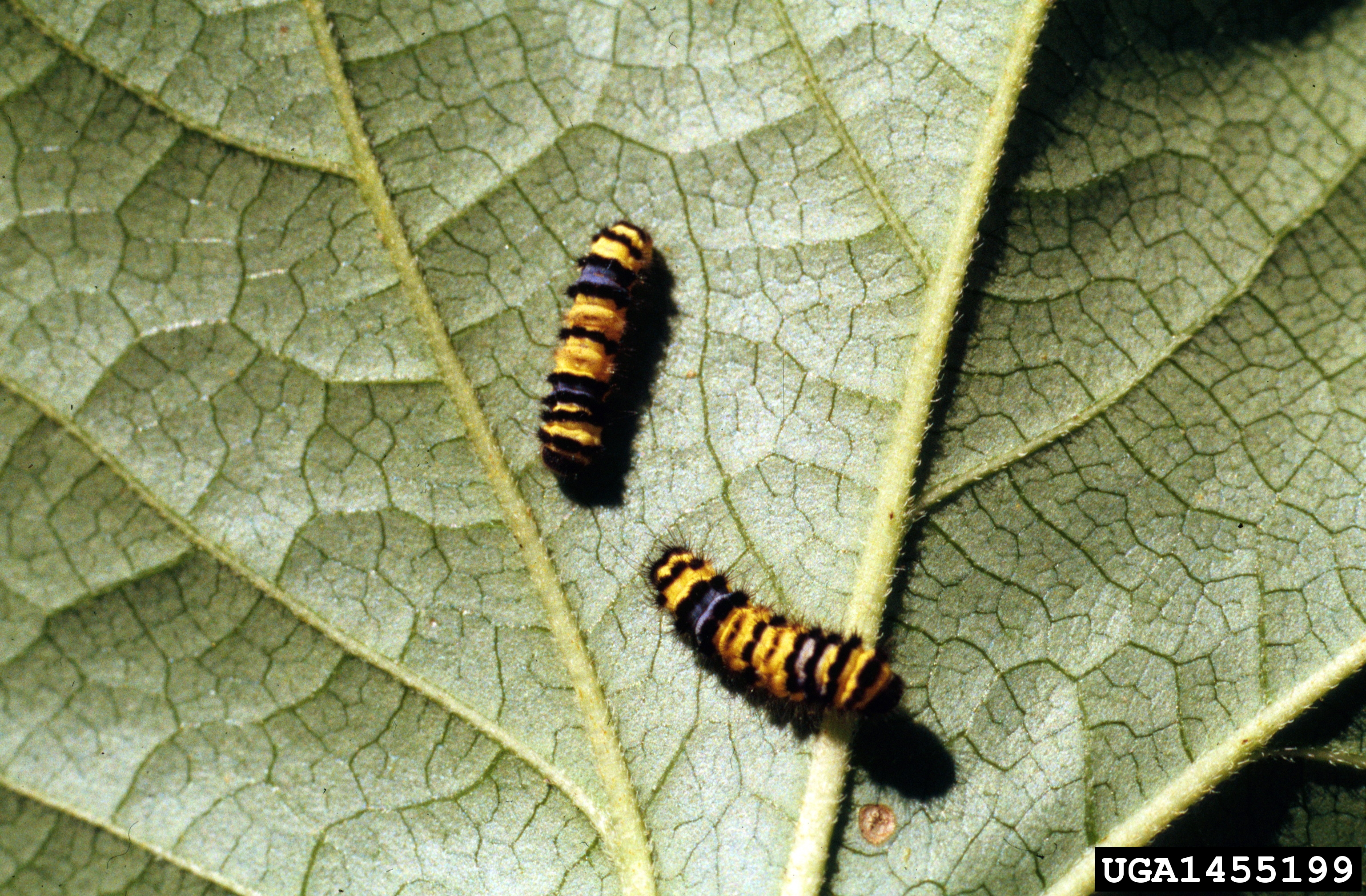
Raupen

Harrisina metallica ist ein in Nordamerika vorkommender Schmetterling aus der Familie der Widderchen (Zygaenidae).

## Merkmale

### Falter
Harrisina metallica erreicht eine Flügelspannweite von 22 bis 30 Millimetern. Die Flügel sind schmal, langgestreckt und zeichnungslos schwarz gefärbt. Zuweilen schimmern sie metallisch bläulich oder grünlich. Der Kragen hinter dem schwarzen Kopf ist schwarz oder nur schwach rötlich gefärbt. Die Hinterflügeloberseite ist zeichnungslos schwarz. Der Hinterleib ist ebenfalls schwarz. Bei beiden Geschlechtern sind die schwarzen Fühler bewimpert. Der  Saugrüssel ist gut entwickelt.

### Ähnliche Arten
Bei Harrisina americana hat der Kragen stets eine auffällig orangerote Farbe. Die Art kommt im Westen der USA nicht vor, somit gibt es auch keine geographische Überlappung mit Harrisina metallica.

### Raupe
Ausgewachsene Raupen von Harrisina metallica haben eine gelbe Grundfärbung und sind mit zwei breiten blauen sowie mehreren schmaleren schwarzen Querbändern, die aus einer Reihe von kurz behaarten Punktwarzen gebildet werden versehen.

## Vorkommen und Lebensraum
Harrisina metallica kommt im Westen und mittleren Westen der USA zuweilen zahlreich vor. Hauptlebensraum sind sonnige Hänge sowie Weinanbaugebiete.

## Lebensweise
Die überwiegend tagaktiven Falter fliegen in mehreren Generationen zwischen März und November, schwerpunktmäßig im September. Zur Nektaraufnahme besuchen sie gerne Blüten. Nahrungspflanzen der Raupen sind verschiedene Weinreben- (Vitis) und Jungfernrebenarten (Parthenocissus). Die Raupen werden zuweilen durch die Entlaubung von kultivierten Weinreben in kalifornischen Weinanbaugebieten schädlich. Die Schäden äußern sich in braunem, nekrotischem, skelettiertem Blattgewebe, da vorzugsweise die jungen, gesellig lebenden Larven einige, aber nicht alle Schichten eines Blattes fressen. Spätere Stadien vertilgen fast das gesamte Blatt und hinterlassen nur wenige große Adern. Im englischen Sprachgebrauch wird die Art deshalb als Western Grapeleaf Skeletonizer (Westliche Weinblatt-Skelettiermotte) bezeichnet.